# Wiśesza
Wiśesza (trl. viśeṣa „to, co szczególne, odrębne”) – wtórny pierwiastek rzeczywistości pochodzący od awiśeszy (tworu niewtórnego) w systemach filozoficznych jogi, sankhji i wedanty.
Poza wiśeszani (pierwiastkami ostatecznymi), których jest jedenaście, nie ma już niższych produktów ewolucji prakryti.
Jogabhaszja (2.19) wskazuje następujące wiśesze:
- pięć mahabhuta (żywioły)
- pięć indrij
- manas (umysł)